# Rivière de Papinachois
La Rivière de Papinachois coule vers le sud, sur la rive nord-ouest du fleuve Saint-Laurent, dans la municipalité régionale de comté (MRC) de La Haute-Côte-Nord, dans la région administrative de la Côte-Nord, au Québec, au Canada. Cette rivière coule généralement vers le sud-est entre la rivière Betsiamites et la rivière aux Outardes ; elle se jette dans l'estuaire du Saint-Laurent à Pessamit.
La partie inférieure du bassin hydrographique de la rivière de Papinachois est desservie par la route 138 qui la traverse près de son embouchure. À partir de la route 138, la route forestière R0901 remontant vers le nord-ouest, dessert la partie nord-est de la rivière Papinachois ; tandis que la route forestière R0908 dessert la partie ouest,,.
La surface de la rivière Papinachois est habituellement gelée de la fin novembre au début avril, toutefois la circulation sécuritaire sur la glace se fait généralement de la mi-décembre à la fin mars.

## Géographie
Les principaux bassins versants avoisinant la rivière Papinachois sont :
- Côté nord : rivière aux Outardes, rivière Caouishtagamac, rivière aux Rosiers, Lac au Loup Marin, rivière Loup Marin ;
- Côté est : estuaire du Saint-Laurent, rivière Barthélémy, rivière aux Rosiers, réservoir aux Outardes 2, rivière aux Outardes ;
- Côté sud : Petite rivière Betsiamimtes, rivière Betsiamites, estuaire du Saint-Laurent ;
- Côté ouest : rivière Laliberté, Lac des Contremaîtres, rivière Betsiamites, rivière Boucher (rivière Betsiamites), rivière Saint-Onge (rivière Boucher), rivière du Portage (rivière Betsiamites)[2].

La rivière Papinachois prend sa source du lac Chassé (longueur : km ; altitude : m), dans le territoire non organisé de Rivière-aux-Outardes. Ce lac est situé à km au nord-ouest de l'embouchure de la rivière Papinachois et à km au nord-ouest du centre-ville de Baie-Comeau.
Cours inférieur de la rivière Papinachois (segment de 43,3 km)
À partir de la décharge du Égoïne, le cours de la rivière Papinachois descend sur :
- 20,3 km vers le sud-est jusqu'à la limite nord-Ouest de Pessamit (réserve Innue) ;
- 17,9 km vers le sud-est jusqu'au ruisseau Martel (venant de l'ouest) ;
- 5,1 km vers le sud-est jusqu'à son embouchure[2].

L'embouchure de la rivière est située à Pessamit, à 0,3 km en amont du pont de la route 138. Cette embouchure est située dans une baie, près de la Pointe à Bouleau, à 10,6 km au nord du centre de l'entrée de la baie de la rivière Betsiamites, 21,2 km au sud-est de l'embouchure de la rivière aux Outardes, à 33,1 km au sud-est de l'embouchure de la rivière Manicouagan, à 40,1 km au sud-est du centre-ville de Baie-Comeau, à 43,7 km au nord-est du centre-ville de Forestville. À marée basse, à partir de l'embouchure naturel de la rivière, le courant coule vers l'est sur 1,0 km de grès.

## Toponymie
Le terme Papinachois constitue le nom de la communauté innue établie à cet endroit. Jadis les "Oupapinachiuek", signifierait « il plaisante » ou « ceux qui ricanent » et met en relief un trait de caractère de ses habitants. Selon d'autres sources, il faudrait y voir le sens de « ceux qui se déplacent d'un endroit à l'autre ». Le toponyme désigne aussi un hameau et un lac. Cette désignation toponymique existait en 1694 pour identifier d'un poste de traite.
Le toponyme Rivière de Papinachois a été officialisé le 5 décembre 1968 à la Banque des noms de lieux de la Commission de toponymie du Québec.